# Paris–Roubaix 1900

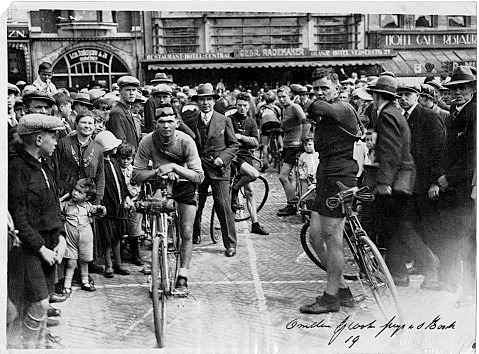
Vor dem Start des Rennens in Paris

Das Eintagesrennen Paris–Roubaix 1900 war die fünfte Austragung des Radsportklassikers und fand am Sonntag, den 15. April 1900, statt.
Das Rennen mit motorisierten Schrittmachern ging von St. Germain aus über 268 (oder 269) Kilometer. Es starteten 23 Profi-Radrennfahrer, von denen 10 das Ziel erreichten. Der Sieger Émile Bouhours absolvierte das Rennen mit einer Durchschnittsgeschwindigkeit von 37,352 Kilometern pro Stunde. Er war ein Spezialist für Bahnrennen, der 1897, 1898, 1900 und 1902 französischer Stehermeister wurde und zahlreiche Weltrekorde aufstellte.
Diese Austragung von Paris–Roubaix war von zahlreichen Stürzen gekennzeichnet. Als Schrittmachermaschinen waren Motorräder sowie Automobile zulässig; da zudem parallel ein Motorrad- und ein Automobilrennen absolviert wurden, kam es zu einiger Verwirrung und führte in der Folge auch zu Unfällen. So ereignete sich unterhalb des Croix de Noailles im Zentrum des Waldes von Saint-Germain-en-Laye ein Zusammenstoss zwischen zwei Motorrädern, wobei 20 Zuschauer verletzt wurden. Unter den Verletzten fand sich die Ehefrau des Deputierten Bos, der daraufhin die Annullierung des gesamten Rennens verlangte.
Der Lokalmatador Maurice Garin erreichte die Radrennbahn in Roubaix als Dritter und weigerte sich, die vorgeschriebenen sechs Runden dort zu fahren: „Ich bin in Roubaix angekommen, das reicht mir.“ Er beschuldigte seine Konkurrenten, ihm den Weg versperrt zu haben, unterzeichnete das Kontrollbuch, das ihm hinterhergetragen wurde, „mit Verachtung“ und verließ die Radrennbahn Richtung Innenstadt. Trotz seiner Weigerung, die letzten Runden zu fahren, wurde er als Dritter gewertet.